# GPM 커뮤니티
게임개발자들을 위한 커뮤니티 사이트 데브코리아 커뮤니티는 게임개발자인 박성준이 2000년 2월에 설립한 곳이다.
데브코리아는 다음과 같은 정보를 다룬다.
- 게임개발 Q&A
- 게임업계 소식
- 게임구인 구직
- 게임개발 강좌
등 여러 게임 개발에 필요한 정보를 나눈다.

## 소개
2000년 2월부터 운영되었으며 박성준(Luke Park)이 설립하고 현재까지 운영 중이다.
게임 개발자 커뮤니티 중에 가장 오랫동안 운영되고 있으며
현재도 많은 게임개발자들이 활동하고 있다.
전체 회원은 웹사이트와 페이스북 팬을 포함하여 60,000명의 개발자가 활동하고 있으며
메인 홈페이지(www.devkorea.co.kr)에서는 개발 관련된 Q&A 가 많이 이뤄지고 있고
페이스북 팬 페이지에서는 개발 관련 유용한 정보들을 공유하고 있다.
게임업계 소식, 게임개발 강좌, 게임관련 정보 및 자료 공유 등
현재도 게임개발자들에게 많은 도움을 무료로 제공하고 있다.